# Thoughts on the Education of Daughters
Pensées sur l'éducation des filles
Vous lisez un « bon article » labellisé en 2010.
Ne doit pas être confondu avec Pensées sur l'éducation.
Thoughts on the education of daughters: with reflections on female conduct, in the more important duties of life (littéralement « Pensées sur l'éducation des filles : avec des réflexions sur la conduite des femmes, dans les devoirs les plus importants de la vie ») est le premier ouvrage publié de la féministe britannique Mary Wollstonecraft. Publié en 1787 par son ami Joseph Johnson, l'ouvrage est un manuel de conduite qui présente des conseils sur l'éducation féminine dans la classe moyenne britannique émergente. Bien que dominé par des questions de moralité et de convenances, le texte contient aussi des instructions de base pour l'éducation des enfants, tels que les soins aux nourrissons.
Ancêtre des livres actuels pour le développement personnel, le manuel de conduite britannique du XVIIIe siècle (conduct book) dérive de nombreuses traditions littéraires, tels que les manuels de conseils et les récits religieux. La seconde moitié du XVIIIe siècle connaît une explosion du nombre de manuels de conduite publiés, et Mary Wollstonecraft profite de ce marché en plein développement lorsqu'elle publie Thoughts on the Education of Daughters. Néanmoins, le livre ne connaît qu'un succès modéré : il reçoit une critique favorable, mais dans un seul journal, et n'est réimprimé qu'une seule fois. Bien que des extraits en soient publiés dans des revues populaires de l'époque, il n'est réédité que bien plus tard, avec le début de la critique féministe littéraire dans les années 1970.
Comme d'autres manuels de conduite de son temps, Thoughts on the Education of Daughters remet au goût du jour des genres anciens pour les adapter à l'esprit de la nouvelle classe moyenne. Le livre encourage les mères à enseigner à leurs filles la réflexion critique, l'autodiscipline, l'honnêteté, l'acceptation de leur sort compte tenu de leur situation sociale, ainsi que des savoir-faire qui pourraient, le cas échéant, les aider à gagner leur vie. Ces objectifs révèlent la dette intellectuelle de Mary Wollstonecraft envers John Locke ; cependant, l'importance majeure qu'elle accorde à la foi religieuse et au sentiment inné distingue son œuvre de celle de Locke. Son but est d'éduquer les femmes à devenir des épouses et des mères utiles, car, soutient-elle, c'est au travers de ces rôles qu'elles peuvent le plus efficacement contribuer à la société. Ce rôle essentiellement domestique qu'elle trace pour les femmes — rôle qu'elle considère comme significatif — est interprété par les critiques littéraires féministes du XXe siècle comme les confinant paradoxalement à la sphère privée.
Bien que Thoughts on the Education of Daughters contienne bon nombre de lieux communs qui figurent dans tous les manuels de conduite du temps, quelques passages préfigurent l'argumentation féministe de Mary Wollstonecraft dans son Défense des droits de la femme de 1792, telle sa description poignante des malheurs de la femme célibataire. Cependant, plusieurs commentateurs soulignent que c'est seulement à la lumière de ses écrits ultérieurs que ces passages prennent une tonalité radicale.

## Contexte biographique

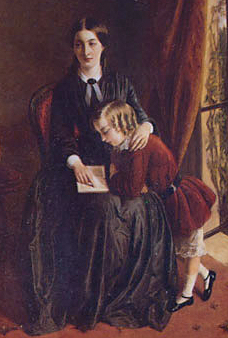
Détail du tableau de Rebecca Solomon, La Gouvernante (1851).

Comme de nombreuses femmes désargentées pendant le dernier quart du XVIIIe siècle, Mary Wollstonecraft tente de subvenir à ses besoins en fondant une école. Avec sa sœur et une amie proche, elles établissent un pensionnat à Newington Green, une ville déjà connue pour ses dissenting academies, dont celle du théoricien politique et réformateur de l'éducation James Burgh ; la veuve de ce dernier est la « bonne marraine » de Mary Wollstonecraft et l'aide à trouver une maison et des élèves pour son école. Cependant, à la fin des années 1780, l'école doit fermer à cause de difficultés financières, et Mary Wollstonecraft, cherchant à échapper aux dettes, écrit son premier livre, Thoughts on the Education of Daughters. Le titre se réfère à un ouvrage de Burgh, Thoughts on Education (1747), qui s'inspire lui-même d'un ouvrage de John Locke publié en 1693, Some Thoughts Concerning Education. Elle en vend les droits pour seulement dix guinées à Joseph Johnson, un éditeur qu'on lui a recommandé ; ils deviennent amis et il l'encourage à continuer d'écrire.
Mary Wollstonecraft essaye ensuite de devenir gouvernante, mais elle s'irrite de cet emploi subalterne et refuse de s'accommoder à ses employeurs. Le succès, d'ailleurs modeste, de ses Thoughts on the Education of Daughters et les encouragements de Joseph Johnson l'incitent à se lancer dans une carrière d'écrivain, profession précaire et mal vue pour une femme au XVIIIe siècle. Elle écrit à sa sœur qu'elle va devenir la « première d'un nouveau genre », et publie Mary: A Fiction, roman autobiographique, en 1788.

## Résumé de l'œuvre
Adressé aux mères, aux jeunes femmes et aux professeurs, Thoughts on the Education of Daughters explique comment éduquer une femme, de sa petite enfance à son mariage. Le livre est divisé en vingt-et-un chapitres qui ne suivent pas un ordre particulier et couvrent une grande variété de sujets. Les deux premiers chapitres, « The Nursery » et « Moral Discipline », donnent des conseils sur la manière de former la « constitution » et le « tempérament » d'un enfant, ajoutant que la formation d'un esprit rationnel doit commencer tôt. Ces chapitres donnent également des informations spécifiques sur les soins à donner aux nourrissons et encouragent l'allaitement maternel (un sujet de violents débats au XVIIIe siècle). Une grande partie du livre critique ce que Mary Wollstonecraft considère comme une « éducation dommageable » habituellement dispensée aux femmes : les « manières artificielles », les jeux de cartes, le goût du théâtre et de la mode. Elle se plaint par exemple que des femmes « gaspillent » leur argent en vêtements alors que « s'il était gardé dans des buts charitables, [il] pourrait alléger la détresse de nombreuses familles pauvres, et adoucir le cœur de la jeune fille confrontée à de telles scènes de malheurs ». Elle oppose à cette éducation courante mais inefficace une autre, basée sur l'apprentissage tôt dans l'enfance de la lecture, la bienveillance et l'amour. Elle aborde également la description de problèmes sociaux, comme « Unfortunate Situation of Females, Fashionably Educated, and Left without a Fortune » (« Situation malheureuse des femmes éduquées à la mode et laissées sans fortune ») ainsi que « Treatment of Servants » (« Traitement des domestiques »). La foi religieuse joue un rôle important dans le projet éducatif de Mary Wollstonecraft : elle préconise l'observance du sabbat, et décrit dans un chapitre, « Benefits which arise from Disappointments », les bénéfices que l'on retire des souffrances envoyées par Dieu.
Dans d'autres ouvrages qu'elle écrit par la suite, comme A Vindication of the Rights of Men (1790) et A Vindication of the Rights of Woman (1792), Mary Wollstonecraft se réfère plusieurs fois à des sujets évoqués dans Thoughts on the Education of Daughters, en particulier la vertu du travail acharné et la nécessité pour les femmes d'acquérir des compétences utiles. Elle affirme que la vie sociale et politique du pays s'améliorerait largement si les femmes avaient des compétences utiles au lieu de n'être que des ornements de la société.

## Un genre: le manuel de conduite

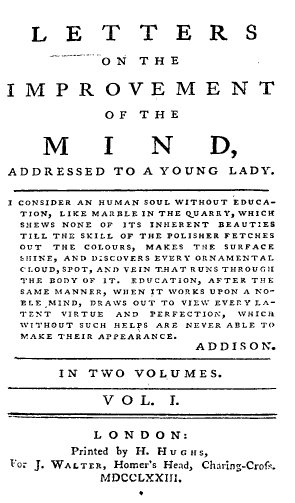
Première édition de Letters on the Improvement of the Mind (1773) par Hester Chapone, un des manuels de conduite les plus populaires à l'époque de l'écriture de Thoughts on the Education of Daughters.

Entre 1760 et 1820, les « manuels de conduite » (conduct books) atteignent le sommet de leur popularité au Royaume-Uni ; un érudit décrit cette période comme « l'âge des livres de courtoisie pour femmes ». Selon Nancy Armstrong dans son ouvrage sur le genre, Desire and Domestic Fiction (1987) : « ces livres étaient devenus si populaires que dans la seconde moitié du XVIIIe siècle, à peu près tout le monde connaissait l'idéal féminin qu'ils proposaient ».
Les manuels de conduite reprennent le style et la rhétorique de genres précédents, comme les œuvres de dévotion, les manuels de mariage, les livres de recettes ou les ouvrages d'économie domestique. Ils donnent (généralement) à leurs lecteurs une description de la femme idéale en même temps que des conseils pratiques. Ainsi, ils ne dictent pas seulement la moralité, mais enseignent également la manière de s'habiller ou les « convenances » à respecter. Les exemples typiques de ces manuels sont Letters on the Improvement of the Mind (1773) par la « bas-bleu » Hester Chapone, édité au moins seize fois dans le dernier quart du XVIIIe siècle, ou Letters on Education (1790) de l'historienne Catharine Macaulay. L'ouvrage d'Hester Chapone, en particulier, plaît à Mary Wollstonecraft et influence l'écriture de Thoughts on the Education of Daughters, car il défend « un programme soutenu d'études pour les femmes » et se fonde sur l'idée que la religion chrétienne doit être « l'instructeur en chef de nos facultés rationnelles ». De plus, il insiste sur le fait que les femmes doivent être considérées comme des êtres rationnels, et non pas confinées à la seule sensualité. Quand Mary Wollstonecraft écrit A Vindication of the Rights of Woman en 1792, elle s'appuie à la fois sur les œuvres de Hester Chapone et de Catharine Macaulay.
Les manuels de conduite sont généralement considérés par les érudits comme un important facteur de création d'une identité bourgeoise. Ces manuels de conduite « ont aidé à générer la croyance qu'il existe une « classe moyenne » et que la femme modeste, soumise, mais moralement et domestiquement compétente qu'ils décrivent est le premier « individu moderne ». En développant une éthique bourgeoise spécifique grâce à des genres comme le manuel de conduite, la classe moyenne émergente remet en cause la suprématie du code de conduite traditionnel de l'aristocratie. Cependant, dans le même temps, ces livres restreignent les rôles dévolus à la femme, en propageant une image d'« ange de la maison » (en référence au poème The Angel in the House de Coventry Patmore). Les femmes étaient encouragées à être chastes, pieuses, soumises, modestes, dépourvues d'ego, gracieuses, pures, réservées et polies.
Plus récemment, quelques érudits affirment que les manuels de conduite doivent être classés avec plus d'attention, et que certains d'entre eux, parmi lesquels Thoughts on the Education of Daughters, transforment les manuels de conduite traditionnels pour les femmes en « tracts proto-féministes ». Ils voient cet ouvrage comme faisant partie d'une tradition qui adapte les anciens genres littéraires à l'accroissement des pouvoirs des femmes, des genres comme les manuels d'éducation des filles, les satires morales ou les ouvrages moraux et religieux des Dissidents anglais. Le texte de Mary Wollstonecraft ressemble aux manuels de conduite classiques dans le sens où il promeut le contrôle de soi et la soumission, deux traits de caractère censés plaire à un mari. Mais en même temps, le texte égratigne ce portrait de la « femme correcte », en introduisant des idées des Dissidents faisant l'apologie de l'égalité des âmes. Thoughts on the Education of Daughters semble alors déchiré entre plusieurs binômes, comme l'obéissance et la rébellion, l'humilité spirituelle et l'indépendance rationnelle, les devoirs domestiques et la participation politique. Cette vision du manuel de conduite en général, et de Thoughts on the Education of Daughters en particulier, remet en question l'ancienne interprétation des manuels de conduite comme outils d'endoctrinement idéologique, une interprétation qui fait l'objet de critiques influencées par des théoriciens comme Michel Foucault.

## Théorie pédagogique

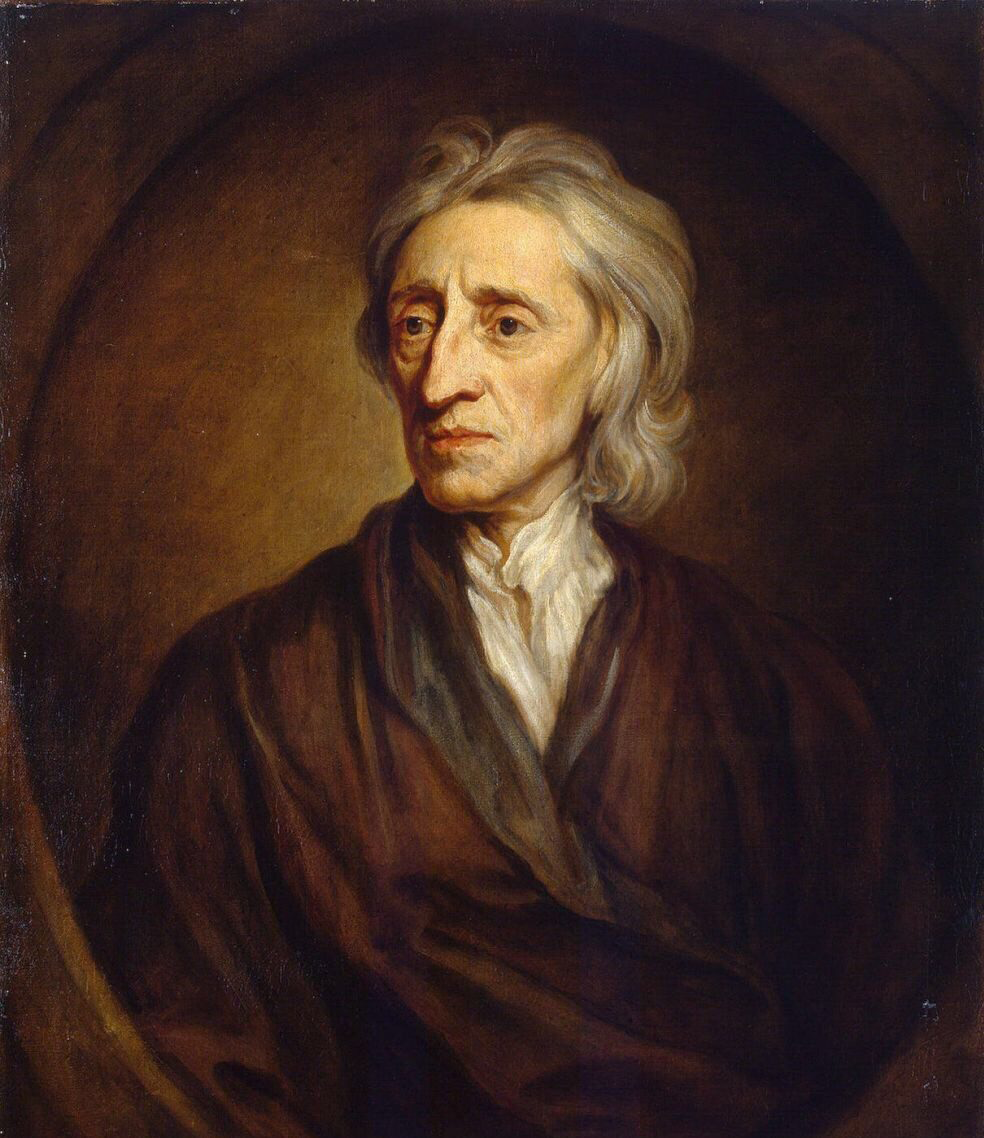
John Locke, auteur de Some Thoughts Concerning Education (1693), peint par Godfrey Kneller en 1697.

Vers la fin de sa vie, Mary Wollstonecraft a touché à pratiquement tous les aspects de l'éducation : elle a été gouvernante, enseignante, écrivain pour enfants et théoricienne de la pédagogie. La plupart de ses ouvrages ont plus ou moins un rapport avec l'éducation. Ainsi, ses deux romans sont des romans d'apprentissage ; elle a également traduit des ouvrages éducatifs comme Elements of Morality de Christian Gotthilf Salzmann ; elle écrit aussi un livre pour enfants, Original Stories from Real Life, en 1788 ; et son œuvre Vindication of the Rights of Woman traite largement de la valeur de l'éducation des femmes. Comme le montre cette large variété de genres, le terme d'« éducation » inclut pour Wollstonecraft et ses contemporains plus que la seule instruction scolaire ; il s'agit de tout ce qui peut former le caractère d'une personne, de l'emmaillotement d'un bébé aux loisirs d'un adolescent en passant par les choix éducatifs pendant l'enfance.
Mary Wollstonecraft et d'autres radicaux, pendant le dernier quart du XVIIIe siècle, concentrent leurs efforts de réforme sur l'éducation, car ils pensent que si les gens sont correctement éduqués, le Royaume-Uni connaîtra une révolution politique et morale. Les Dissidents anglais en particulier soutiennent cette vision ; la philosophie de Mary Wollstonecraft dans Thoughts on the Education of Daughters ressemble fortement à celle des Dissidents qu'elle a rencontrés en enseignant à Newington Green, comme le théologien, éducateur et scientifique Joseph Priestley et le pasteur Richard Price. Les Dissidents « étaient très concernés par le fait de faire des enfants des personnes de caractère et d'habitudes morales ». Cependant, les conservateurs, qui pensent aussi que l'enfance est le moment crucial pour former le caractère d'une personne, utilisent leurs propres travaux pour écarter la rébellion et promouvoir leurs théories sur l'obéissance. Les libéraux et les conservateurs adhèrent à l'associationnisme de David Hartley et John Locke, qui affirme que la conscience de soi se construit par un ensemble d'associations faites entre les objets du monde extérieur et les idées de l'esprit. Locke et Hartley affirment que les associations formées durant l'enfance sont quasiment irréversibles, et doivent donc être faites avec attention ; Locke est célèbre pour avoir conseillé aux parents d'éloigner leurs enfants des domestiques, qui risqueraient de leur raconter des histoires effrayantes qui les mèneraient à la peur du noir.
Mary Wollstonecraft est largement influencée par Some Thoughts Concerning Education (1693) de John Locke (le titre de son propre ouvrage s'en inspire) et par Émile (1762) de Jean-Jacques Rousseau, les deux traités pédagogiques les plus importants du XVIIIe siècle. Thoughts on the Education of Daughters suit la tradition fondée par Locke, mettant l'accent sur une éducation domestique dirigée par les parents, une méfiance vis-à-vis des domestiques, un bannissement des superstitions ou des histoires irrationnelles (comme les contes de fées) et la mise en place de règles claires. Wollstonecraft s'écarte de Locke, cependant, quand elle met l'accent sur la piété et sur le fait que l'enfant a des sentiments « innés » qui le guident vers la vertu, des idées probablement issues de l'ouvrage de Rousseau.

## Thèmes
Thoughts on the Education of Daughters définit plusieurs buts à l'éducation des femmes : pensée indépendante, rationalité, discipline, crédibilité, acceptation de sa position sociale, compétences utiles, foi en Dieu.

### Éducation des femmes

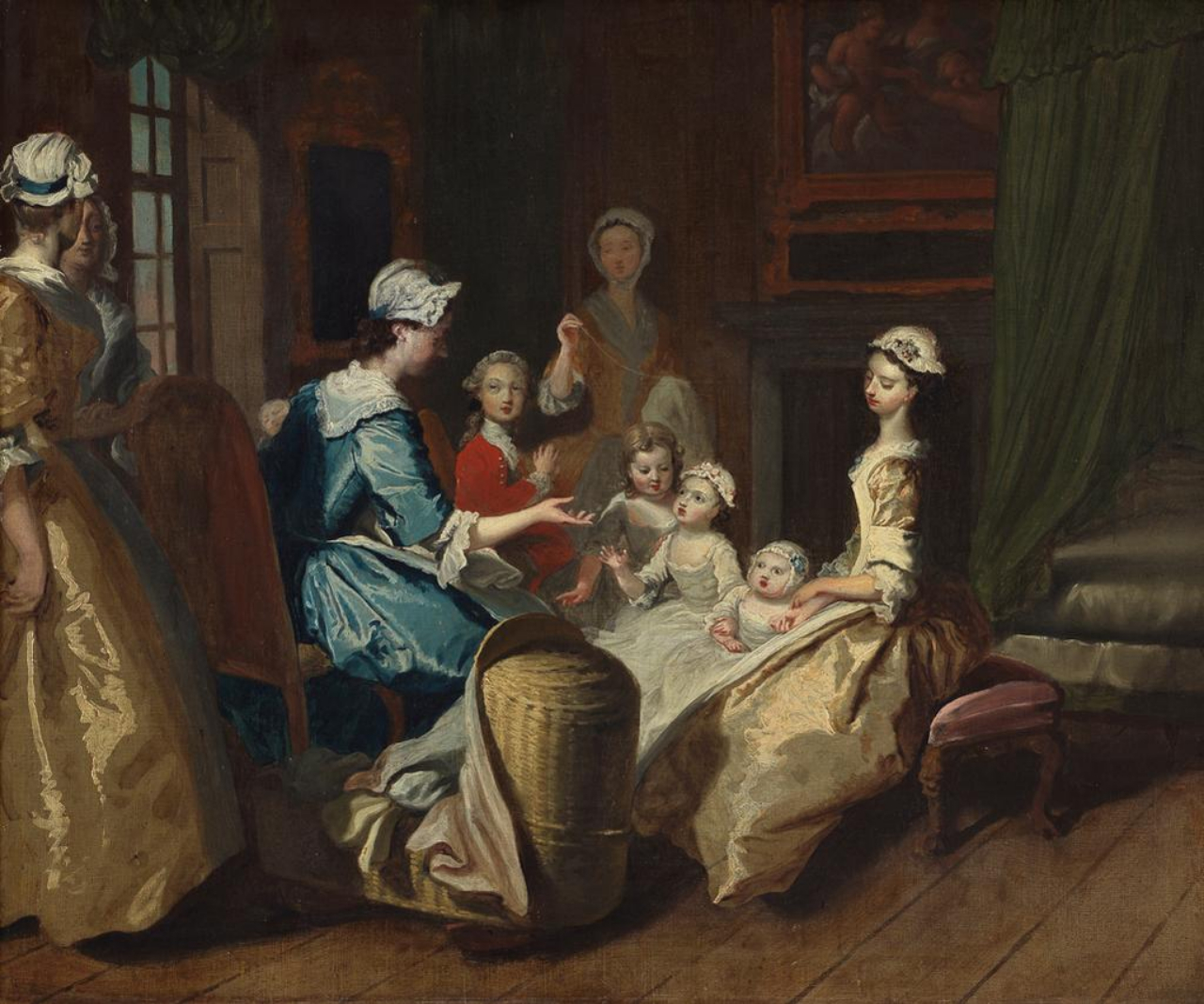
Illustration de Joseph Highmore, dans le volume quatre de Paméla ou la Vertu récompensée de Samuel Richardson : Paméla instruisant ses enfants. Paméla suit largement le programme éducatif de Locke, tout en revendiquant un nouveau rôle pour les mères, celui d'éducatrice.

Mary Wollstonecraft suppose que les filles dont parle son livre deviendront un jour des mères et des enseignantes. Elle ne propose pas que les femmes abandonnent ces rôles traditionnels, car elle croit que les femmes peuvent améliorer plus efficacement la société en tant que pédagogues. Comme d'autres femmes-écrivains, la moraliste évangélique Hannah More, l'historienne Catharine Macaulay et la romancière féministe Mary Hays, elle affirme que, puisque les femmes sont les premières à prendre soin des familles et à éduquer les enfants, elles doivent recevoir une bonne éducation. Thoughts on the Education of Daughters affirme avec insistance, suivant en cela John Locke et l'associationnisme, qu'une éducation bâclée et un mariage trop rapide ruinent la vie d'une femme. Mary Wollstonecraft ajoute que, si les filles ne font pas l'objet d'une attention quand elles grandissent, elles se développeront mal et se marieront alors qu'elles sont encore intellectuellement et émotionnellement des enfants. De telles épouses, selon elle, n'ont aucun rôle utile dans la société, et contribuent même à son immoralité ; elle développera cet argument cinq ans plus tard dans A Vindication of the Rights of Woman.
Mary Wollstonecraft et d'autres critiquent l'éducation traditionnelle donnée aux filles et fondée seulement sur les accomplishments (« talents d'agrément ») ; elles affirment qu'une telle éducation, basée sur l'acquisition de talents d'agrément comme la danse ou le dessin, est inutile et décadente. La femme idéale de Thoughts on the Education of Daughters, telle que la décrit le spécialiste de Mary Wollstonecraft, Gary Kelly, est « rationnelle, prévenante, réaliste, disciplinée, consciente d'elle-même et critique », une image qui se rapproche de celle de l'homme dans l'exercice de son métier. Mary Wollstonecraft affirme d'ailleurs que les femmes devraient recevoir toute l'instruction intellectuelle et morale donnée aux hommes, bien qu'elle ne leur donne pas d'autres endroits que le foyer pour mettre cette instruction en application.
Les critiques féministes de Mary Wollstonecraft l'accusent d'envisager un rôle masculin pour les femmes, un rôle conçu pour la sphère publique, mais que les femmes ne peuvent pas jouer dans la sphère publique, ce qui les laisse sans position sociale spécifique. Elles décrivent ce rôle comme finalement contraignant, car il offre aux femmes une éducation plus large mais sans véritable moyen de l'utiliser.
La partie la plus passionnée de Thoughts on the Education of Daughters traite du manque d'opportunités de carrière pour les femmes, un thème que Mary Wollstonecraft reprend par la suite dans Maria: or, The Wrongs of Woman (1798). Dans le chapitre « Unfortunate Situation of Females, Fashionably Educated, and Left without a Fortune », elle écrit, peut-être d'après ses propres expériences :
«  [Être] l'humble compagne d'un riche et vieux cousin [...] Il est impossible d'énumérer les nombreuses heures d'angoisse qu'une telle personne doit passer. Au-dessus des domestiques, et pourtant considérée par eux comme une espionne, et toujours rappelée à son infériorité dans les conversations avec ses supérieurs [...] Une enseignante dans une école est seulement une domestique un peu supérieure, qui a plus de travail que les domestiques ordinaires. Être une gouvernante de jeunes filles est également désagréable [...] la vie s'échappe, et l'esprit avec ; « et quand la jeunesse et les belles années se sont écoulées », elles n'ont plus rien pour subsister ; ou peut-être, par un hasard extraordinaire, un petit geste peut être fait pour elles, ce qui est considéré comme une grande marque de charité [...] Il est difficile pour une personne qui a des liens avec la société polie de se rapprocher du peuple, ou de condescendre à se mêler à ceux qui sont en fait ses égaux alors qu'elle est vue par eux sous un éclairage différent [...] Que le mépris qu'elle rencontre doit être blessant ! Un jeune esprit recherche l'amour et l'amitié ; mais l'amour et l'amitié fuient la pauvreté : ne les espérez pas si vous êtes pauvre ! »
La difficulté à trouver un emploi satisfaisant pour une femme de bonne éducation est un trait durable de la société de l'époque, auquel les sœurs Brontë seront elles-mêmes confrontées, plusieurs dizaines d'années plus tard, comme l'atteste l'ouvrage en partie autobiographique d'Anne Brontë, Agnes Grey. On a parfois parlé d'une « incongruence de statut » (status incongruence), lié à la définition de la gouvernante en tant que « needy lady » (« dame dans le besoin »), c'est-à-dire lady obligée de gagner sa vie, ce qui porte en soi sa propre contradiction.
Ainsi, outre les difficultés rencontrées avec les enfants, l'ambiguïté du statut de gouvernante se traduit par le fait qu'elles sont systématiquement haïes par les domestiques conscients que, salariée comme eux et au service de leurs maîtres, la gouvernante est cependant hiérarchiquement leur supérieure.

### Religion
Bien que les commentaires de Mary Wollstonecraft sur l'éducation des femmes constituent ses arguments les plus radicaux dans A Vindication of the Rights of Woman, le ton religieux du texte, que l'on retrouve dans son premier roman Mary: A Fiction, est généralement considéré comme conservateur. La religion présentée dans Thoughts on the Education of Daughters célèbre les « plaisirs de la résignation », la croyance que l'au-delà sera accordé et que le monde est ordonné au mieux par Dieu. Wollstonecraft écrit ainsi :
« Lui qui nous entraîne à la bénédiction éternelle, sait quelles épreuves nous rendront (vertueux) ; et notre résignation et notre amélioration nous rendront respectables à nous-mêmes et à cet Être, dont l'approbation a plus de valeur que la vie elle-même. »
Mary Wollstonecraft s'éloigne par la suite de ces croyances pour adopter une théologie plus permissive, mais Thoughts on the Education of Daughters est « campé dans des attitudes orthodoxes, défend des « principes fixes de religion » et avertit des dangers de la réflexion rationaliste et du déisme ». Mary Wollstonecraft affirme même, comme Rousseau, que les femmes devraient être instruites du dogme religieux plutôt que de la théologie ; selon elles, des règles claires limitent leurs passions.

## Accueil

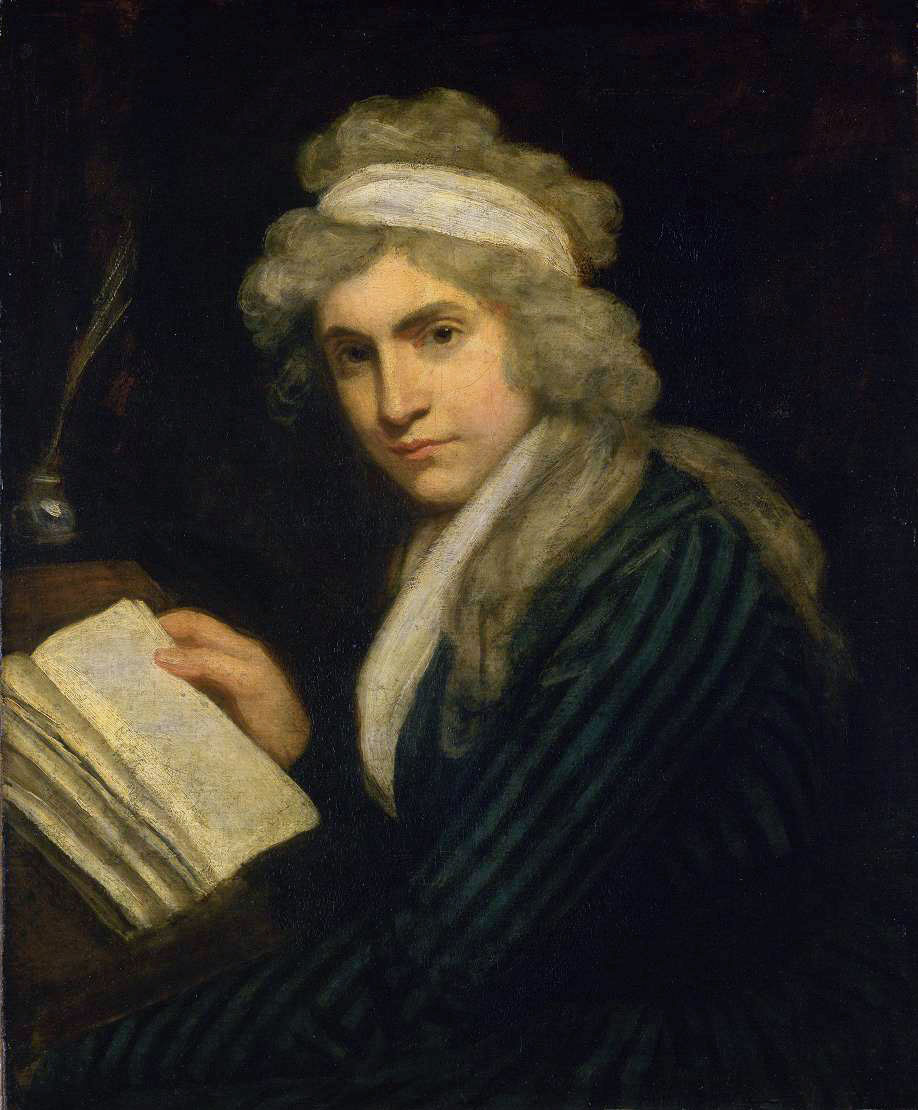
Mary Wollstonecraft par John Opie (vers 1791).

### Accueil de la critique et analyses
Thoughts on the Education of Daughters ne connaît qu'un succès modéré : il est réédité à Dublin un an après sa première édition à Londres, des extraits sont publiés dans The Lady's Magazine et Mary Wollstonecraft inclut des extraits dans son Female Reader (1789), une anthologie d'écrits « pour l'amélioration des jeunes femmes ». The English Review fait de Thoughts on the Education of Daughters une critique positive :
« Ces Pensées sont employées dans diverses situations importantes et divers incidents dans la vie ordinaire des femmes, et sont, en général, dictées par un très bon jugement. Mme Wollstonecraft semble avoir réfléchi avec maturité à son sujet […] tandis que sa manière fait autorité, son bon sens ajoute un poids irrésistible à quasiment tous ses préceptes et ses remarques. Nous devons donc recommander ces Pensées comme dignes de l'attention de ceux qui sont immédiatement concernés par l'éducation des jeunes filles. »
Cependant, aucun autre journal ne relève l'ouvrage, et Thoughts on the Education of Daughters n'est réédité qu'à la fin du XXe siècle, alors que les critiques littéraires féministes retrouvent de l'intérêt pour Mary Wollstonecraft et ses ouvrages.
Alan Richardson, spécialiste de l'éducation au XVIIIe siècle, remarque que si Mary Wollstonecraft n'avait pas écrit A Vindication of the Rights of Men (1790) et A Vindication of the Rights of Woman, il est peu probable que Thoughts on the Education of Daughters aurait été jugé progressiste, ni même digne d'attention. Un critique affirme même que le texte donne l'impression d'avoir simplement été écrit pour plaire au public. Bien que certains critiques affirment que l'on trouve des prémices du radicalisme de Wollstonecraft dans le texte, ils admettent que le « potentiel de critique demeure largement latent ». Thoughts on the Education of Daughters est donc généralement soit interprété téléologiquement comme un premier pas vers le plus radical Rights of Men, soit rejeté et considéré comme un « ouvrage alimentaire politiquement naïf » écrit avant la conversion de Mary Wollstonecraft au radicalisme qui lui a inspiré Rights of Men.

### Rééditions
- (en) Mary Wollstonecraft, Thoughts on the Education of Daughters, Clifton, NJ, A. M. Kelley, 1972 (ISBN 0-678-00901-5)
- (en) Mary Wollstonecraft, Thoughts on the Education of Daughters, Oxford, Woodstock Books, 1994, 160 p. (ISBN 1-85477-195-7)
- (en) Mary Wollstonecraft, Thoughts on the education of daughters : with reflections on female conduct, in the more important duties of life, Cambridge, Cambridge University Press, coll. « Cambridge library collection. Education », 2014, 160 p. (ISBN 978-1-108-06590-0, lire en ligne).
- (en) Mary Wollstonecraft, Thoughts on the Education of Daughters, Londres, Imprimé par J. Johnson, 1787 - Eighteenth Century Collections Online (sur souscription seulement).
- (en) Mary Wollstonecraft, The Complete Works of Mary Wollstonecraft : Eds.Janet Todd, Marilyn Butler, Londres, William Pickering, 1989 (ISBN 0-8147-9225-1)

Longtemps resté sans traduction en français, l'ouvrage est aujourd'hui en accès libre en français.